# Нижнечаткальская ГЭС
Нижнечаткальская ГЭС (Нижне-Чаткальская ГЭС) — строящаяся гидроэлектростанция в Бостанлыкском районе Ташкентской области Узбекистана. Расположена в нижнем течении реки Чаткал (левая составляющая реки Чирчик), использует падение участка реки от границы с Киргизией до Чарвакского водохранилища. Входит в Чирчик-Бозсуйский каскад ГЭС. Собственник станции — АО «Узбекгидроэнерго».
Проектная установленная мощность электростанции — 90 МВт, среднегодовая выработка электроэнергии — 292,2 млн кВт·ч. Сооружения станции включают в себя гравитационную бетонную плотину из укатанного бетона высотой 60 м и длиной 270 м с донным водосбросом (промывной галереей), приплотинное здание ГЭС, тоннельный водосброс. В здании ГЭС планируется установить 4 гидроагрегата мощностью по 22,5 МВт, оборудованные поворотно-лопастными турбинами ПЛ 40-В-300, работающими на расчётном напоре 37 м. Гидроагрегаты изготавливаются на предприятиях российского концерна «Силовые машины». Плотина ГЭС должна образовать водохранилище полным объёмом 6,8 млн м³ с отметкой нормального подпорного уровня 930 м, форсированного подпорного уровня 932 м, уровня мёртвого объёма 922,5 м.
Нижнечаткальская ГЭС спроектирована АО «Гидропроект» (г. Ташкент). Строительство станции было начато в августе 2019 года, по состоянию на октябрь 2020 года был выполнен значительный объём подготовительных работ: завершена проходка и велось обетонирование строительного тоннеля длиной 438 м, построены два моста грузоподъёмностью 80 и 100 тонн (в том числе один мост через Чаткал), введён в эксплуатацию бетонный завод, сооружалась база для сборки гидросилового оборудования. 25 ноября 2022 года состоялось перекрытие реки Чаткал. Завершение строительства станции намечено на 2025 год. Общая стоимость строительства оценивается в 125 млн евро, частично проект финансируется за счет кредита ВЭБ.РФ.